# Villa Favard
 (février 2020).
Si vous disposez d'ouvrages ou d'articles de référence ou si vous connaissez des sites web de qualité traitant du thème abordé ici, merci de compléter l'article en donnant les références utiles à sa vérifiabilité et en les liant à la section « Notes et références ».
La villa Favard, également appelée Palazzo Favard, est située à Florence, à l'angle du Lungarno Vespucci. Elle abrite actuellement l'école de commerce de mode et de design Polimoda. 
C'est l'une des œuvres majeures de Giuseppe Poggi et l'un des exemples les plus significatifs de l'architecture florentine privée de la seconde moitié du XIXe siècle: clairement inspirée des modèles des résidences florentines suburbaines du XVIe siècle, elle se présente comme indépendante des alignements des rues, ouverte à la lumière du fleuve Arno et entourée d'un jardin qui lui donne la dignité d'une villa, malgré le tissu urbain dans lequel elle se trouve (et bien qu'elle ait toujours été désignée par Poggi comme un palais). 

## Histoire

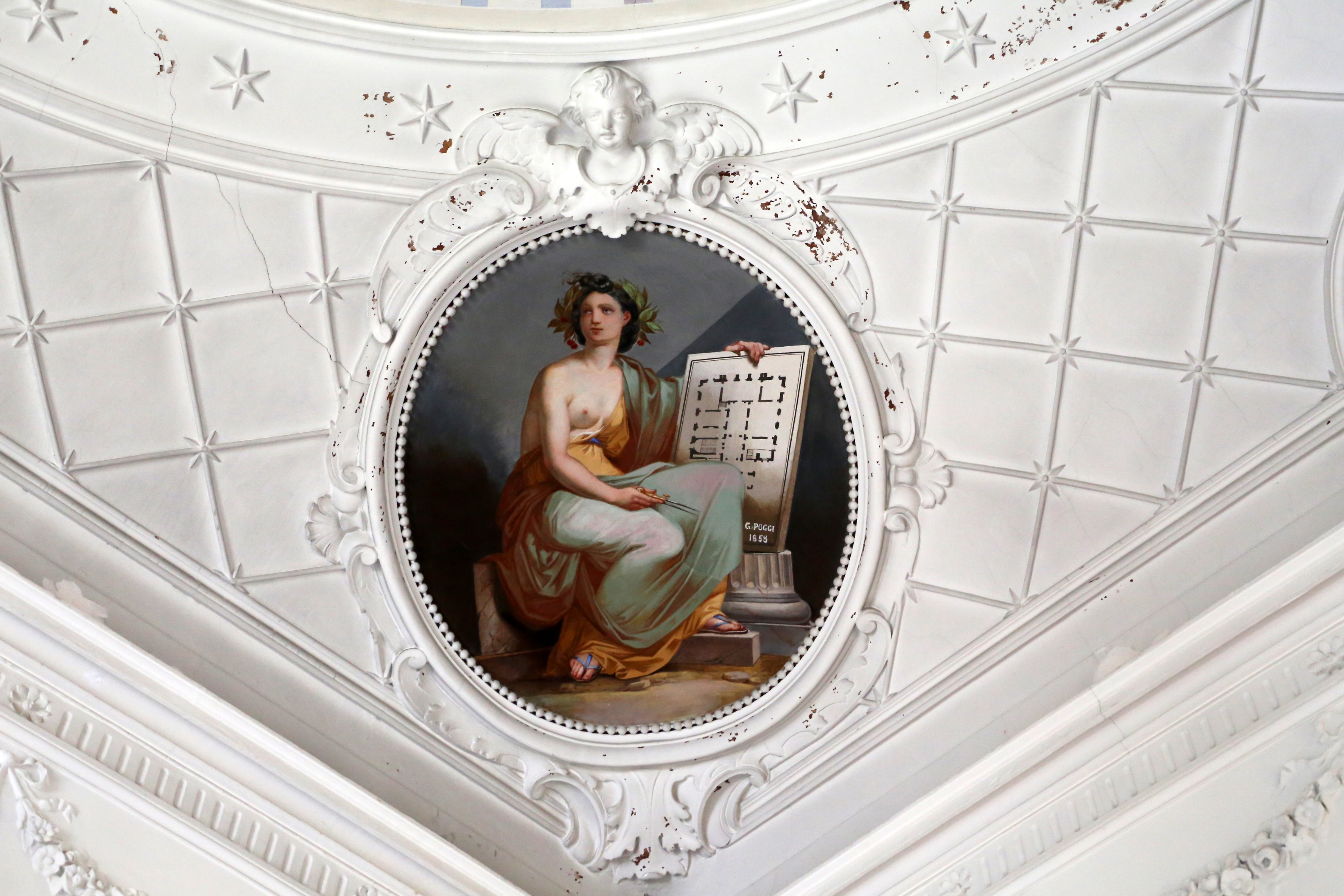
Dans la Sala di Minerva, une allégorie de l'architecture montre le plan de la villa Favard et la signature de l'architecte Poggi

Le palais, l'une des dernières grandes demeures nobles construites dans le centre de Florence, a été commandé par la baronne Fiorella Favard de l'Anglade en 1857, à l'architecte Giuseppe Poggi, alors très populaire auprès de la noblesse florentine. La baronne était en quelque sorte un personnage mystérieux, dont l'origine de la richesse est inconnue, née à Livourne en 1813 d'un père français, lieutenant des douanes impériales pendant l'occupation napoléonienne, et d'une mère italienne, elle avait auparavant déménagé avec sa famille à Marseille puis à Paris, où elle rencontre son mari Michel Favard, propriétaire délégué de la Guyane ; bien que la raison de sa richesse soudaine et remarquable ne soit pas connue, on pense qu'elle était l'amante de Napoléon III. En 1855, elle revient à Florence et après avoir acheté la villa Favard di Rovezzano, décide de faire construire le palais au centre. 
Le projet a utilisé la quantité considérable de terrain disponible, achetés spécifiquement par la baronne. Initialement, il y avait des problèmes avec la municipalité, car il y avait une obligation de ne pas interrompre l'alignement des bâtiments sur la rue, tandis que le projet prévoyait un bâtiment isolé au centre de l'îlot entouré par le jardin. Malgré cela, le projet n'a pas été modifié et a été achevé en 1858. 
Après la mort de la baronne en 1889, la villa et son contenu ont été achetés par des marchands (1893), avant d'être attribuée à l'université de Florence. 

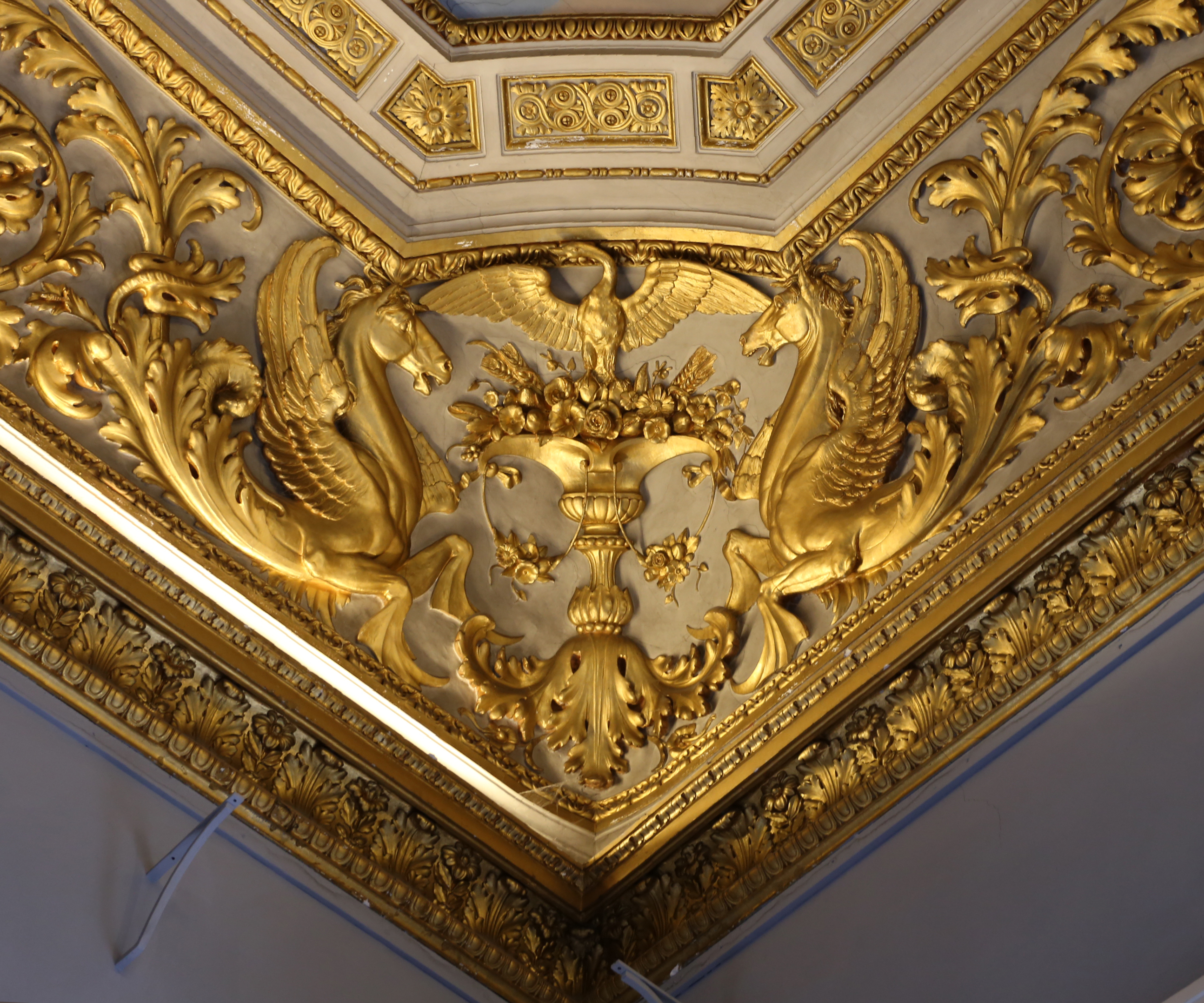
Stuc doré

Jusqu'en 2004, la faculté des sciences économiques abritait l'université de Florence, qui a ensuite déménagé au Centre des sciences sociales de Novoli. Acheté en 2007 par la Cassa di Risparmio di Firenze pour en faire un centre de formation international et soumis à une rénovation soignée, il abrite depuis avril 2011 l'institut florentin Polimoda (Institut international de design et de marketing de mode). Depuis octobre 2011, la villa abrite les bureaux et les salles de classe les plus prestigieux, en plus du centre de documentation Matteo Lanzoni à Polimoda et avec les anciennes écuries annexes, elle accueille chaque année des centaines d'étudiants du monde entier. 
Le complexe comprend également le bâtiment des écuries, situé derrière la villa, également restauré et, à l'intérieur, rénové avec la création d'un troisième étage mansardé qui a permis d'obtenir dix-sept salles de classe et deux laboratoires, ainsi que des zones de service à la disposition des étudiants et des enseignants (tous inaugurés en 2011). 
Depuis 1952, la villa a donné son nom à l'Association villa Favard, l'association des anciens de la Faculté des sciences économiques de l'Université de Florence. 

## Description

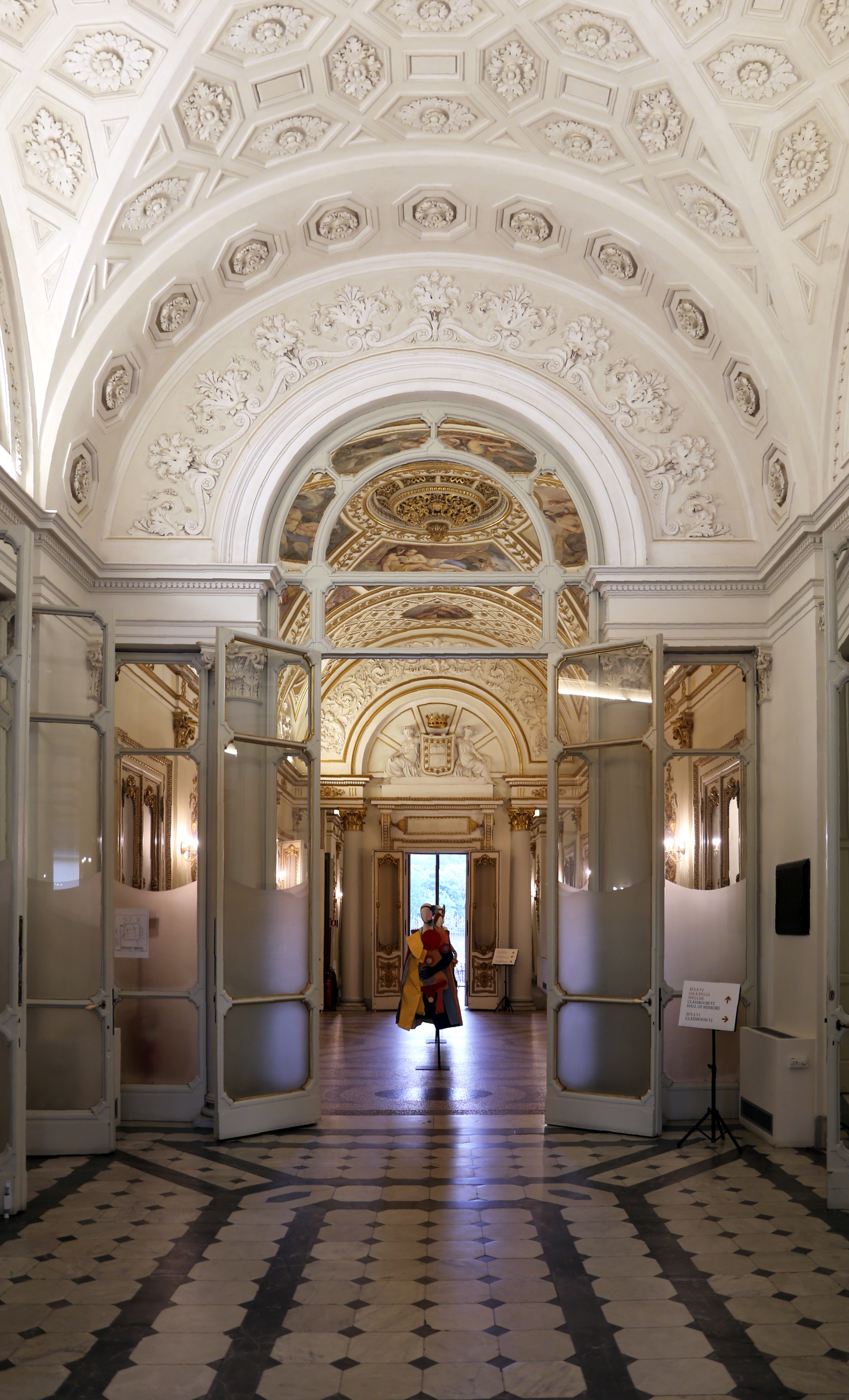
Le couloir d'honneur

La villa urbaine est l'une des dernières expressions du style néoclassique florentin équilibré. La base est carrée, au centre d'un bloc qui surplombe scéniquement le Lungarno Nuovo (plus tard appelé « Vespucci »). Le bâtiment se développe à l'intérieur sur quatre étages, mais à l'extérieur, il semble organisé sur seulement deux niveaux, caractérisé par des fenêtres avec des tympans triangulaires au premier étage et curvilignes au deuxième.  
L'édifice s'élève au centre d'un jardin clos par une haute porte en fer artistique, séparé du bâtiment des écuries, qui se situe le long de via Montebello et « embrasse », avec les deux ailes trapézoïdales, la villa à l'arrière. 

### Intérieur

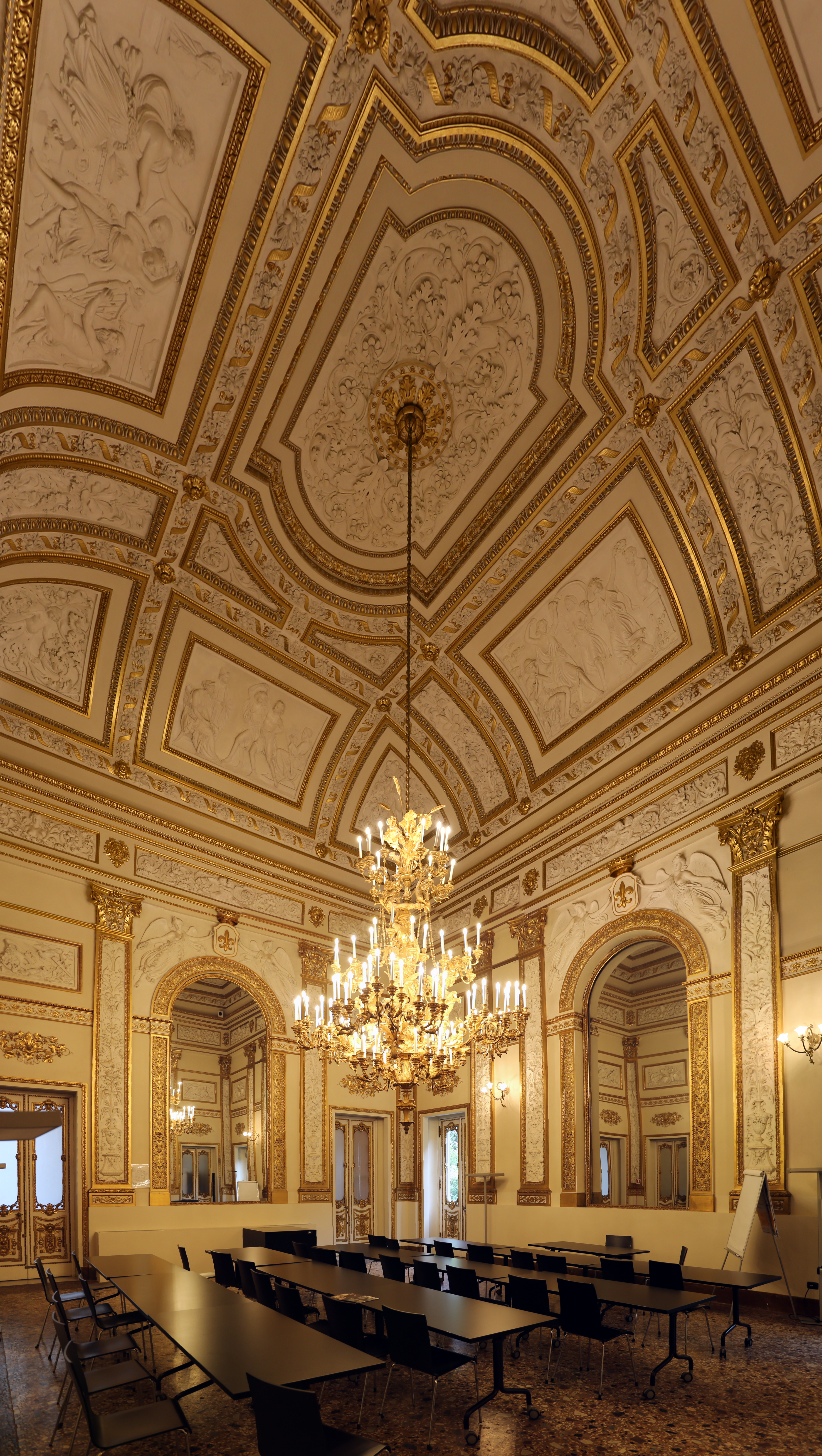
La salle de bal

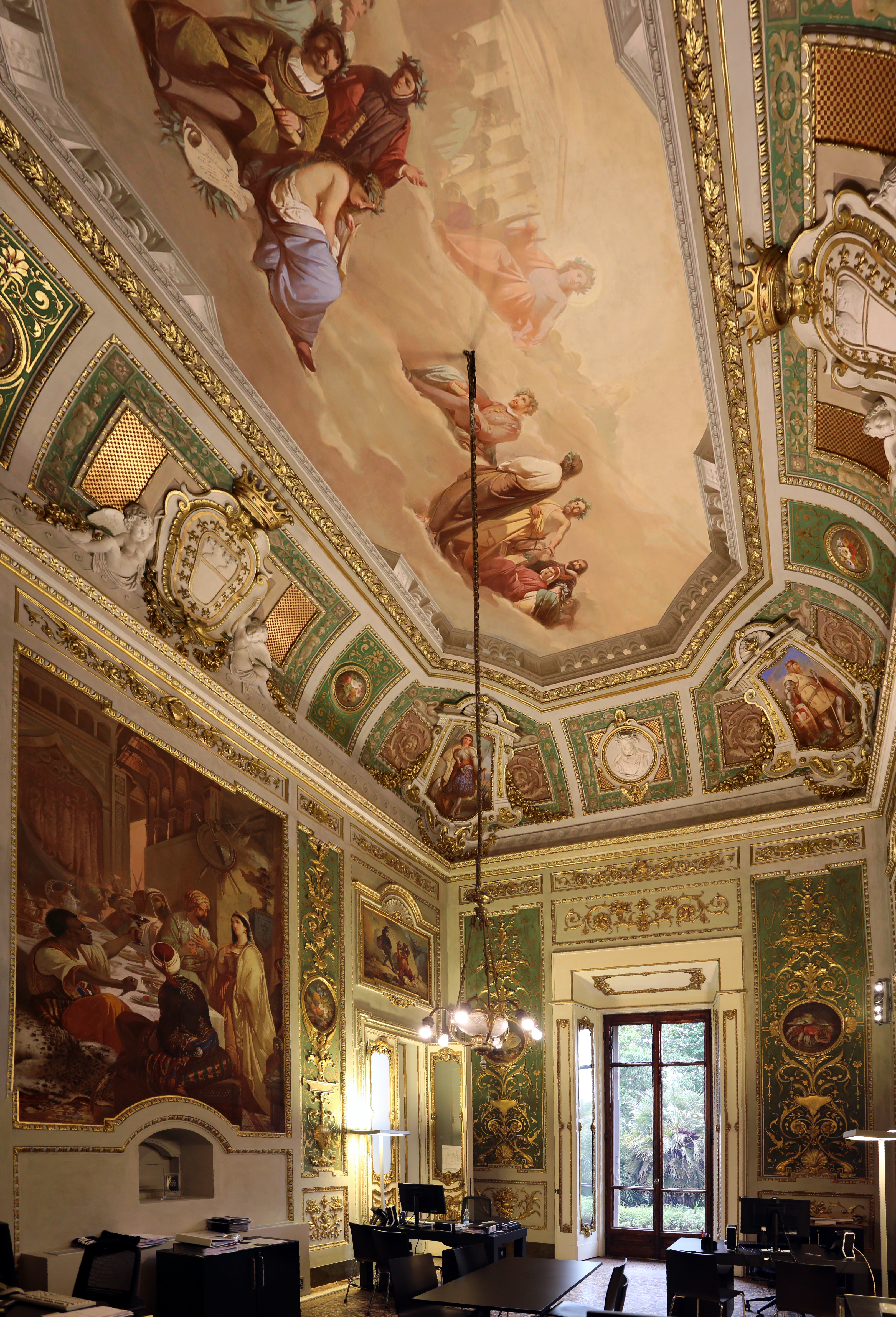
Chambre de Tasso, fresque d'Annibale Gatti

Dans le vestibule, où commence l'escalier, il y avait la statue réalisée par Antonio Canova par Letizia Ramolino, mère de Napoléon, maintenant à la Bibliothèque nationale centrale de Florence, et d'autres grandes statues avec des figures féminines. 
Au premier étage, il y a la "Sala delle Colonne", une autre salle à manger, la salle de porcelaine, la chambre de style pompéien, la garde robe et plusieurs chambres. Le deuxième étage contient une alcôve, une salle « aquarelles », un salon et une arrière-salle. 